# Amy Coney Barrett
Amy Coney Barrett (New Orleans, 1972. január 28. –) amerikai jogász, az Amerikai Egyesült Államok Legfelsőbb Bíróságának bírája 2020. október 27-e óta.

## Ifjúkora
A bírónő Amy Vivian Coney néven született a Louisianai New Orleansban. Hat testvére van. Apja, Mike Coney, vállalati jogász volt a Shellnél, anyja, Linda Coney, franciatanárként dolgozott. Coney katolikus általános és középiskolába járt, majd a Tennessee állambeli Rhodes College-ban szerzett magna cum laude minősítésű alapdiplomát angol irodalomból 1994-ben. Ezután summa cum laude minősítéssel végzett a Notre Dame Egyetem jogi karán 1997-ben.

## Pályafutása
Az egyetem elvégzése után Amy Coney Barrett Washingtonban a körzeti fellebbviteli bíróságon Laurence Silberman bíró asszisztense volt, majd Antonin Scalia legfelsőbb bírósági bírónál látta el ugyanezt a feladatot egy évig. Ezután 1999-től 2001-ig egy ügyvédi irodában dolgozott, majd a George Washington Egyetem jogi karán tanított egy évig. 2002-ben visszatért Indianába a Notre Dame Egyetemre, ahol professzor lett a jogi karon. Oktatói pályafutása során számos elismerésben részesült.
Barrett mélyen hívő katolikus, aki több alkalommal is kifejezte, hogy jogi felfogását milyen mélyen befolyásolja a hite. 2012-ben egyik aláírója volt egy nyílt levélnek, amely élesen bírálta a Barack Obama elnök nevével fémjelzett egészségbiztosítási törvényt, mivel az kötelezővé tette, hogy a magán-egészségbiztosítók fedezzék a fogamzásgátló szerek költségét. A levél szerint ez „a vallásszabadság súlyos megsértése”. Barrett 2015-ben egy másik nyílt levelet is aláírt. Ennek címzetje az Egyesült Államok katolikus püspöki konferenciája volt. A levél kiemelte az „élet értékét a fogamzástól a természetes halálig” (elutasítva ezzel a terhességmegszakítást és az eutanáziát), valamint „a családot, amely egy férfi és egy nő felbonthatatlan egyesülésén alapszik”, elutasítva ezzel az azonos neműek házasságát és a válást. (Az Egyesült Államokban a legfelsőbb bíróság alkotmányos alapjognak mondta ki az abortuszhoz való jogot és az azonos neműek házassághoz való jogát. Számos államban legális az eutanázia, a válás pedig mindegyik állam jogrendjének bevett része.)
2017 májusában Donald Trump elnök kinevezte Barrettet a területileg Illinois-ban, Wisconsinban és Indianában illetékes hetedik szövetségi bírósági körzet fellebbviteli bíróságának bírájává. A republikánus többségű Szenátus a kinevezést a demokraták éles ellenzése mellett hagyta jóvá szeptemberben (mindössze három demokrata szenátor szavazott Barrett mellett).
2020 szeptember végén Trump elnök Barrettet nevezte ki az egy héttel korábban elhunyt Ruth Bader Ginsburg helyére Legfelsőbb Bíróság bírájának. A Szenátus 52:48 arányban jóváhagyta a kinevezést. Egyetlen demokrata szenátor sem támogatta Barrettet; a republikánus Susan Collins is nemmel szavazott.

## Családja
Amy Coney Barrett házas. Férjével, Jesse Barrett-tel a Notre Dame Egyetemen ismerkedtek meg, amikor mindketten joghallgatók voltak. A házaspárnak hét gyermeke van, közülük kettőt Haitiből fogadtak örökbe. Legfiatalabb – természetes – gyermekük Down-kóros.